# Comuna Savînți, Mirhorod
Savînți (în ucraineană Савинці) este o comună în raionul Mirhorod, regiunea Poltava, Ucraina, formată din satele Olefirivka, Savînți (reședința), Semerenkî și Zelenîi Kut.

## Demografie
Componența lingvistică a comunei Savînți
     Ucraineană (97,9%)
     Rusă (2,04%)
     Alte limbi (0,06%)
Conform recensământului din 2001, majoritatea populației comunei Savînți era vorbitoare de ucraineană (97,9%), existând în minoritate și vorbitori de rusă (2,04%).